# Savino Parisi
Savino Parisi (Bari, 14 dicembre 1960) è un mafioso italiano, membro di spicco della criminalità barese e boss indiscusso del clan Parisi.

## Biografia
Savino Parisi, detto "Savinuccio", si fa strada nella criminalità barese con rapine, estorsioni e contrabbando, entrando nella Nuova Camorra Pugliese. L'11 agosto 1983 è nato suo figlio Tommaso Parisi, detto "Tommy", famoso rapper e cantante, anche lui coinvolto in varie inchieste contro il clan.
Savinuccio diventa presto il braccio destro di Francesco Biancoli, detto Il Dado, considerato il primo vero capo della criminalità barese, oltre a controllare le bische e lo spaccio nel quartiere Libertà nel corso degli anni '80. Biancoli, infatti, è ritenuto il battezzatore criminale di Savinuccio Parisi.
Nell'84 il boss Parisi fu portato tra gli imputati del maxiprocesso alla Nuova Camorra Pugliese, prima di entrare nella Sacra Corona Unita e poi uscirne nel 1986, fondando un clan indipendente nel quartiere Japigia. A cavallo degli anni '80 e '90 a Japigia c'era la più importante piazza di spaccio di eroina del Sud Italia e Parisi, assieme ad Antonio Capriati, instaurò legami con la 'ndrangheta, facendo piovere soldi grazie alla droga e al pizzo.
Dopo varie detenzioni è stato definitivamente arrestato il 9 marzo 2016 e da allora si trova in carcere con lunghe pene da scontare.
Dal 2017, Savino Parisi ha unito il suo clan a quello del suo allora braccio destro Eugenio Palermiti, che ha reso il clan, ora guidato dai due capi, uno dei gruppi criminali più potenti di tutta la Puglia.
Secondo quanto emerso dai media nel gennaio 2025, nelle videochiamate autorizzate, e intercettate dagli inquirenti, Savino Parisi, avrebbe dichiarato di «non rimpiangere niente e che rifarebbe tutto che ha fatto». Ancora secondo l'accusa, Parisi continuerebbe a gestire gli affari del clan pure dal carcere, mandando "ambasciate" ai suoi familiari, soprattutto al figlio Tommaso ed al fratello Giuseppe «Mames», considerato il reggente del clan. Il 21 febbraio 2025, Parisi, davanti al giudice del processo con rito abbreviato in cui è coinvolto, ha escluso di aver usato un linguaggio 'criptico e allusivo' relativo a vicende di mafia durante le videochiamate fatte dal carcere di Terni. Non avrebbe, insomma, veicolato alcun messaggio verso l'esterno, né gli sarebbe mai stato chiesto l'assenso per dirimere controversie interne al clan e, di alcune vicende, non sarebbe nemmeno stato messo al corrente. Savinuccio ha anche dichiarato di aver sempre cercato di tenere suo figlio lontano dagli affari del clan.